# Никанор (Богунович)
Митрополит Никанор (в миру Велько Богунович, серб. Вељко Богуновић; 20 августа 1952, Медвиджя, Далмация, Югославия) — епископ Сербской православной церкви, митрополит Банатский.

## Биография
В 1975 году окончил Семинарию трёх святителей при Монастыре Крка.
После сдачи положенного богословского испытания — матура, 27 августа 1975 года пострижен в монашество с именем Никанор. На следующий день был рукоположен во иеродиакона, после чего уехал учиться в Московскую духовную академию, которую окончил в 1979 году.
1 января 1978 года рукоположён во иеромонаха.
В 1981—1982 годы обучался в аспирантуре в Германии.
11 августа 1985 года последовала его хиротония во епископа Хвостанского, патриаршего викария, с направлением его на служение в Черногороскую митрополию. Хиротонию возглавил Патриарх Сербский Герман.
13 января 1991 года он был избран епископом Горнокарловацким.
В 1995 году епископ Никанор был вынужден бежать из Хорватии вместе со своей паствой.
После недолгого пребывания в Жичской епархии, 13 мая 1999 года он был избран епископом Австралийским и Новозеландским в составе Новограчаницкой митрополии, при этом он также был назначен управляющим Австралийско-Новозеландской епархией, находившейся в непосредственном ведении Сербского патриархата. Настолован в январе 2000 года.
19 мая 2003 года назначен епископом Банатским.
В феврале 2016 года суд города Панчево признал епископа Никанора виновным в организации травли (моббинге) одного из священников Банатской епархии.